# Chiesa di San Francesco a Chiancalata
La chiesa di San Francesco a Chiancalata fa parte del complesso di chiese rupestri di Matera.

## Descrizione
Tre gradini conducono all'interno della chiesa a pianta rettangolare sulla cui parete sinistra in prossimità dell'ingresso è ricavato un nicchione a pianta rettangolare e voltato a botte. Due pilastri, sui quali insiste un arco a sesto ribassato, sono ricavati al centro delle pareti laterali. Tra questi e la parete di fondo sono presenti due sedili. Sulla parete di fondo si trova l'altare contenuto in una piccola abside. Di seguito si riporta l'elenco degli affreschi con la relativa datazione: - San Nicola (?), XIII secolo - San Francesco (?), XIV secolo